# Корохоткинское сельское поселение
Корохоткинское сельское поселение — упразднённое муниципальное образование в Смоленском районе Смоленской области России. Административным центром являлась деревня Магалинщина.
Образовано 30 декабря 2004 года. Поселение упразднено 10 июня 2024 года при преобразовании Смоленского муниципального района в муниципальный округ.

## Географические данные
- Общая площадь: 145,5 км²
- Расположение: центральная часть Смоленского района
- Граничило:
  - на северо-востоке и востоке — с Кардымовским районом
  - на юге — с Козинским сельским поселением
  - на юго-западе — с городом Смоленск.
  - на западе — с Печерским сельским поселением
  - на северо-западе — с Стабенским сельским поселением
- По территории, которое занимало поселение, проходят автомобильные дороги М1 «Беларусь» и Р134 «Старая Смоленская дорога» Смоленск — Дорогобуж — Вязьма — Зубцов.
- По территории бывшего поселения проходит железная дорога Москва — Минск, станции Волчейка, Колодня и Смоленское железнодорожное полукольцо.

## Население
| 2011  | 2012  | 2013  | 2014  | 2015  | 2016  | 2017  |
| ----- | ----- | ----- | ----- | ----- | ----- | ----- |
| 4180  | ↗4300 | ↗4371 | ↗4458 | ↗4802 | ↗5002 | ↗5116 |
| 2018  | 2019  | 2020  | 2021  |       |       |       |
| ↗5232 | ↗5256 | ↗5320 | ↘4812 |       |       |       |

## Населённые пункты
В сельское поселение входили 20 населённых пунктов:
| №  | Населённый пункт  | Тип     | Население (чел.) |
| -- | ----------------- | ------- | ---------------- |
| 1  | Буховка           | деревня | 0                |
| 2  | Быльники          | деревня | 91               |
| 3  | Валутино          | деревня | 605              |
| 4  | Гедеоновка        | посёлок | 1413             |
| 5  | Гречишино         | деревня | 2                |
| 6  | Исаково           | деревня | 0                |
| 7  | Ковши             | деревня | 12               |
| 8  | Козино            | деревня | 5                |
| 9  | Козырево          | деревня | 14               |
| 10 | Корохоткино       | деревня | 99               |
| 11 | Лекезино          | деревня | 9                |
| 12 | Магалинщина       | деревня | 774              |
| 13 | Нижняя Гедеоновка | деревня | 46               |
| 14 | Никольское        | деревня | 33               |
| 15 | Перфилово         | деревня | 4                |
| 16 | Плембаза          | посёлок | 426              |
| 17 | Понасково         | деревня | 1                |
| 18 | Рогачево          | деревня | 16               |
| 19 | Синьково          | деревня | 388              |
| 20 | Суходол           | деревня | 206              |

### Упразднённые населённые пункты
- Деревни Возновка, Жлова Гора и Залавня (2001)[14]